# 鬥部
鬥部（）は、漢字を部首により分類したグループの一つ。
康熙字典214部首では191番目に置かれる（10画の5番目、亥集の5番目）。

## 概要
「鬥」字はたたかうこと・あらそうことを意味する。その字形は二人の人間が素手でたたかう様子に象っている。
なお「鬥」の異体字に「鬬」があり（ただし、「鬬」字には遇うという別義もある）、そのまた異体字に「鬪」があるが、中国・台湾・香港ではこの異体字関係を整理して「鬥」を標準字体としている。
一方、日本・韓国では「鬪」字を正字とし、さらに日本の新字体では、それを「門」に変形させた「闘」を使っている。また中国の簡体字では「鬥」を「斗」と簡略化している。
偏旁の意符としては闘争に関することを示す。このとき上と左右を囲い、半包囲構造を形成する。なお中国の簡体字では概ね「門」を簡化したものと同じ「门」を使っている。
鬥部はこのような意符を構成要素に持つ漢字を収録している。

## 部首の通称
- 日本：たたかいがまえ・とうがまえ
- 韓国：싸울투부（ssaul tu bu、たたかう鬥部）
- 英米：Radical fight

## 部首字
鬥
- 中古音
  - 広韻 - 都豆切、候韻、去声
  - 詩韻 - 宥韻、去声
  - 三十六字母 - 端母
- 現代音
  - 普通話 - ピンイン：dòu 注音：ㄉㄡˋ ウェード式：tou4
  - 広東語 - Jyutping:dau3 イェール式:dau3
- 日本語 - 音：トウ（漢音・呉音） 訓：たたかう
- 朝鮮語 - 音：투(tu) 訓：싸울（ssaul、たたかう）

甲骨文
小篆

## 例字
- 鬥
  - 鬧・鬨・鬩・鬪（闘→門部）・䰗・鬮・鬬